# Тхілісцкаро
Тхілісцкаро (груз. თხილისწყარო) — село в Грузії.
За даними перепису населення 2014 року в селі проживає 122 особи.